# فالادييلاف نيكيفوروف
فالادييلاف نيكيفوروف (بالروسية: Никифоров, Владислав Юрьевич)‏ (21 مارس 1989 بفيازيمسكي في روسيا - ) هو لاعب كرة قدم روسي في مركز الوسط. لعب مع نادي خيمكي ونادي سكا خاباروفسك.